# Gmina Radomyśl nad Sanem
Die Gmina Radomyśl nad Sanem ist eine Landgemeinde im Powiat Stalowowolski der Woiwodschaft Karpatenvorland in Polen. Ihr Sitz ist das gleichnamige Dorf (bis 2001 Radomyśl) mit etwa 800 Einwohnern.

## Gliederung
Zur Landgemeinde (gmina wiejska) Radomyśl nad Sanem gehören folgende Dörfer:
Antoniów
Chwałowice
Czekaj Pniowski
Dąbrowa Rzeczycka
Dąbrówka Pniowska
Kępa Rzeczycka
Łążek Chwałowski
Musików
Nowiny
Orzechów
Ostrówek
Pniów
Radomyśl nad Sanem
Rzeczyca Długa
Rzeczyca Okrągła
Witkowice
Wola Rzeczycka
Zalesie
Żabno